# Kh-59
Kh-59는 러시아의 공대지 미사일이다. 나토에서는 AS-13 킹볼트라고 부른다.

## 역사
무게 930 kg, 탄두중량 320 kg, 사거리 285 km, TV 유도, 레이저 유도, 밀리미터파 레이다 유도가 되는 2단 고체로켓이다. 미국의 전투기용 하푼 미사일 보다 1.5배 크다.

## 파생형

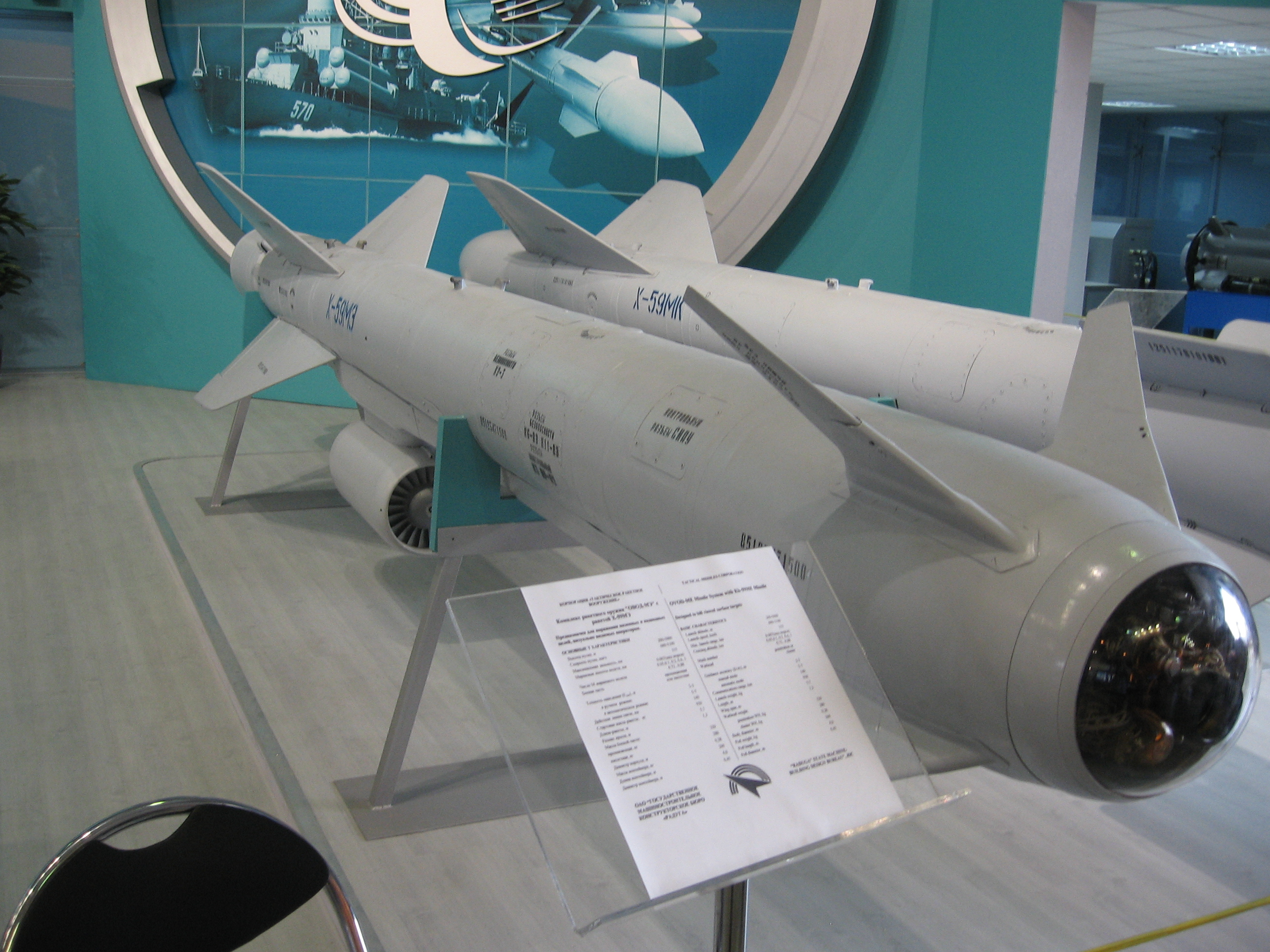
Kh-59ME

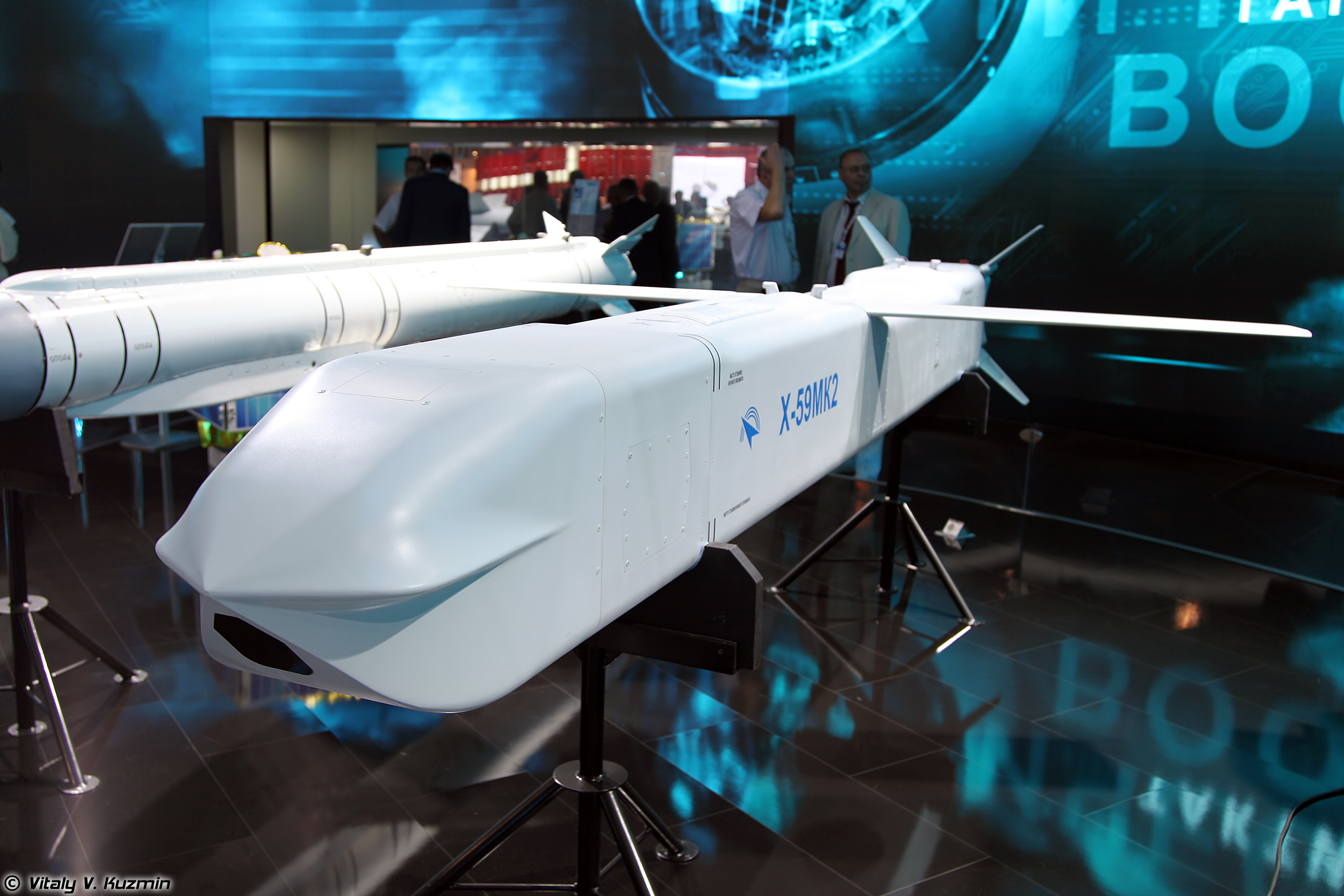
Kh-59MK2

- Kh-59 (AS-13 'Kingbolt') - 오리지날 버전, 듀얼 고체 로켓, 1991년 소개
- Kh-59M(AS-18 'Kazoo') - 터보젯 엔진 추가, 탄두중량 증가, 사거리 115 km
- Kh-59ME - 사거리 200 km, 수출형, 1999년 소개
- Kh-59MK - 사거리 285 km, 공대함 미사일, 터보펜 엔진, ARGS-59 액티브 레이다 유도 시커
- Kh-59MK2 - Kh-59MK의 지상 공격 버전, 파이어 앤 포겟
- Kh-59M2 - 새로운 TV/IIR 시커, 2004년 소개
- Kh-20 - 핵미사일
- Kh-59L - 레이저 유도
- Kh-59T - TV 유도
- Kh-59MK2 (AS-22) - 스텔스 스탠드오프 버전, 2015년 소개, 사거리 290 km(수출형), 550 km(국내형)

수출형인 Kh-59ME는 집속탄 옵션도 가능하다.

## 같이 보기
- 원격 지상 공격 미사일
- Kh-58
- Kh-35